# Долгая Поляна (Чувашия)
До́лгая Поля́на (чув. Долгая Поляна) — поселок в Порецком районе Чувашской Республики. Входит в состав Сиявского сельского поселения.

## География
Находится в юго-западной части Чувашии на расстоянии приблизительно 17 км на юго-восток по прямой от районного центра села Порецкое на правобережье реки Сура.

## История
Основан в 1922 году переселенцами из села Сиява. В 1930 году был открыт химзавод, выпускавший скипидар. Химзавод работал до 1941 года, на его месте организовали лесопильный цех (позже лесозавод). Некоторое время посёлок входил в Порецкий леспромхоз. Работал колхоз «Красногор».

## Население
Население составляло 143 человека (русские 82 %) в 2002 году, 78 в 2010.